# 니오 (기업)
니오(영어: Nio Inc., 중국어 간체자: 蔚来, 정체자: 蔚來, 병음: Wèilái)는 중국 상하이시에 본사를 둔 전기 자동차 설계 및 개발을 전문으로 하는 다국적 자동차 제조업체이다.
2018년에는 뉴욕 증권거래소에 상장하였으며, 중국 정부의 허가를 받은 자동차 제조업체인 JAC 자동차와 협력하여 중국 안후이성 허페이시에 두 개의 생산 공장을 운영하고 있다.
이 회사는 기존 충전소의 대안으로 차량용 배터리 교체 스테이션을 개발한 것으로 유명하다.

## 개요

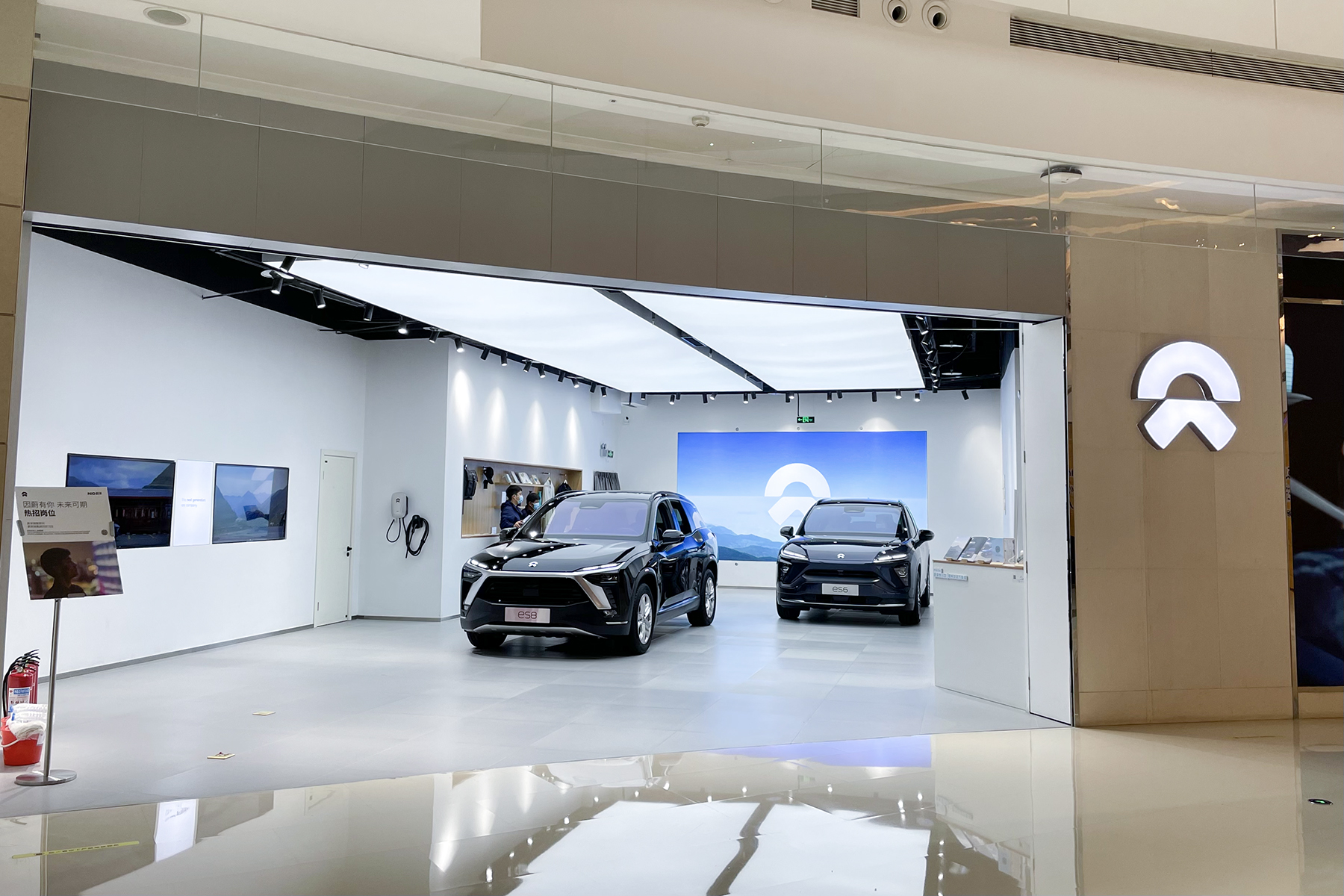
중국 정저우시에서 열린 니오 쇼룸

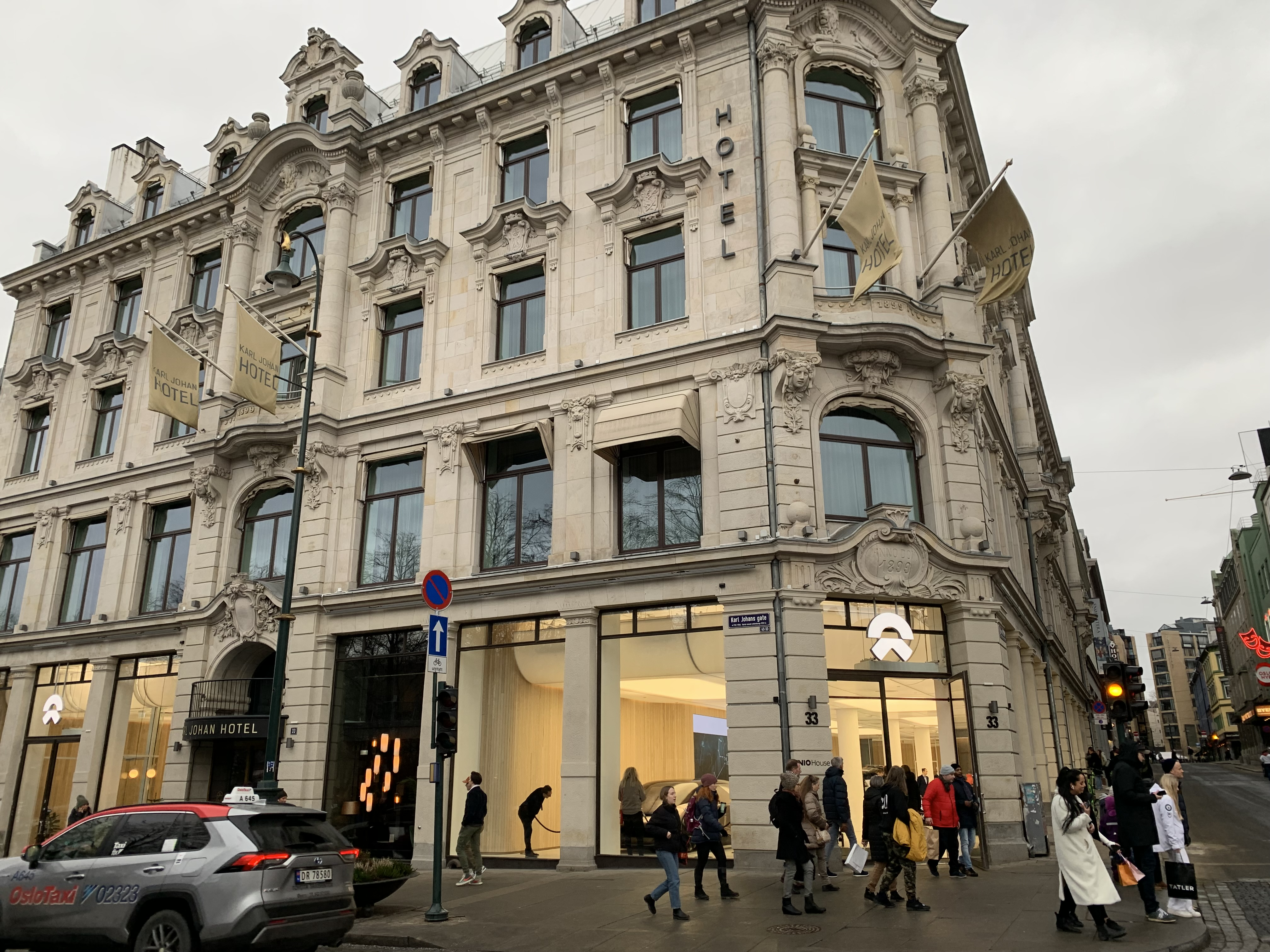
노르웨이 오슬로에 있는 니오 하우스

2016년 11월 21일 영국 런던 사치 갤러리에서 브랜드가 출시된 후, 텐센트, 테마섹, 세쿼이아, 레노버, TPG 등 여러 기업이 니오에 투자하였다. 최초의 모델인 니오 EP9 스포츠카는 같은 날에 출시되었다.
2016년 10월, 니오는 캘리포니아 DMV로부터 "자율주행차 시험 허가"를 받았으며, 자율주행차 프로그램의 일환으로 "자율주행차 시험 프로그램" 지침에 따라 공공 도로에서 시험을 시작할 것이라고 발표했다. 니오는 레벨 3 및 레벨 4 자율주행 차량을 출시할 계획이라고 밝혔다.
2018년 5월, 니오는 중국 광둥성 선전시 난산구 난산구에 "파워 스왑 스테이션"이라는 이름의 첫 번째 배터리 스왑 스테이션을 열었다.이 충전소에서는 ES8 전용 배터리만 구입할 수 있었다.
2018년 9월, 뉴욕 증권거래소에 상장을 신청하였다.
2020년까지 니오는 파산 직전이었으며 주가는 상장 이후 62% 하락했다.(p. 101) 허페이시 정부는 니오의 지분 25%를 인수하였다.(p. 101) 2020년 4월 말, 중국 투자자 그룹으로부터 약 10억 달러의 신규 자금 조달을 발표하였다. 이는 회사가 차량 판매에 어려움을 겪고 있었기 때문에 필요했다.

## 주요 차종
| 모델명   | 사진     | 사양 |
| 스포츠카 | 스포츠카 | 스포츠카 |
| -------- | -------- | --- |
| EP9      |          | - 차체형식: 2도어 쿠페 - 차종: 스포츠카 - 승차정원: 2 - 전기모터: 수냉식 전기 모터 - 생산년도: 2016년~2019년 - 범위: 427 km (265 mi) - 최고 속도: 313 km/h (194 mph) |
| 세단     |          | |
| ET9      |          | - 차체형식: 4도어 패스트백 세단 - 차종: 풀-사이즈 세단 - 승차정원: 4명 - 생산년도: 2025년~현재 - 범위:                                                               |
| ET7      |          | - 차체형식: 4도어 세단 - 차종: 풀-사이즈 세단 - 승차정원: 5명 - 생산년도: 2022년~현재 - 범위: 500 to 1,000 km (310 to 620 mi) (NEDC)                                 |
| ET5      |          | - 차체형식: 4도어 세단, 5도어 스테이션 왜건 - 차종: 미드 사이즈 - 승차정원: 5명 - 생산년도 2022년~현재 - 범위: 550 to 1,000 km (340 to 620 mi) (NEDC)                |
| SUV      |          | |
| ES8/EL8  |          | - 차체형식: 5도어 SUV - Class: 풀 사이즈 SUV - 승차정원: 6명, 7명 - 생산년도: 2018년~현재 - 범위: 500 km (310 mi)                                                    |
| ES7/EL7  |          | - 차체형식: 5도어 SUV - 차종: 미드 사이즈 SUV - 승차정원: 5명 - 생산년도: 2022년~현재 - 범위: 485 km (301 mi) (NEDC)                                                 |
| ES6/EL6  |          | - 차체형식: 5도어 SUV - 차종: 미드 사이즈 SUV - 승차정원: 5명 - 생산년도: 2019년~현재 - 범위: 610 km (380 mi) (NEDC)                                                 |
| EC7      |          | - 차체형식: 5도어 SUV - 차종: 미드 사이즈 SUV - 승차정원: 5명 - 생산년도: 2023년~현재 - 범위: 940 km (580 mi)                                                        |
| EC6      |          | - 차체형식: 5도어 SUV - 차종: 미드 사이즈 SUV - 승차정원: 5 - 생산년도: 2020년~현재 - 범위: 615 km (382 mi) (NEDC)                                                   |

### 컨셉트 카
| 모델명    | 사진 | 사양                                                                                 |
| --------- | ---- | ------------------------------------------------------------------------------------ |
| 이브      |      | - 차체형식: 2도어 스테이션 왜건 - 차종: 풀-사이즈 - 승차정원: 4명 - 생산년도: 2024년 |
| ET 프리뷰 |      | - 차체형식: 4도어 세단 - 차종: 풀-사이즈 - 승차정원: 5명 - 생산년도: 2017년          |

## 판매
| 년도   | ES6     | ES8     | EC6    | 합계    | 내용                                                    |
| ------ | ------- | ------- | ------ | ------- | ------------------------------------------------------- |
| 2018년 | 0       | 11,348  | 0      | 11,348  |                                                         |
| 2019년 | 11,433  | 9,132   | 0      | 20,565  |                                                         |
| 2020년 | 27,945  | 10,861  | 4,922  | 43,728  | 코로나19 범유행으로 인해 2020년 초에 판매가 감소되었다. |
| 2021년 | 4,936   | 2,987   | 4,880  | 12,803  |                                                         |
| 합계   | 44,314* | 34,328* | 9,802* | 88,444* | *2021년 2월 28일 기준                                   |

## 모터스포츠

### 포뮬러e
Shanghai Lisheng Racing Co Ltd가 소유하고 있는 FIA 포뮬러e 챔피언십에 참가하는 모터 레이싱 팀이다.

## 같이 보기
- 리오토
- 립모터
- 샤오펑 전기차
- 중국의 자동차 산업
- 중국의 플러그인 전기 자동차